# 南田雅昭
南田 雅昭（みなみだ まさあき、1984年12月8日 - ）は、茨城県稲敷郡美浦村出身の元騎手・現調教助手。
元騎手・現調教師の南田美知雄は実父。
愛称は「南（なん）ちゃん」。

## 人物
13歳離れた兄と育てられ、小学5年生から乗馬を始め、中学卒業後は競馬学校に19期生として入学。2年次の2001年には身長が20cmも伸びてしまい、その後は体重管理だけでも苦労したが、2003年に美浦・加藤修甫厩舎からデビュー。同期には石橋脩・松岡正海・加藤士津八・長谷川浩大・北村浩平・生野賢一・佐久間寛志などがおり、南田はいわゆる「黄金世代」と言われた一人であった 。
1年目の2003年は3月1日の中山第4競走3歳新馬・シカケニン（15頭中14着）で初騎乗を果たし、4月6日の福島第6競走4歳以上500万下・エーピートルファンで初勝利を挙げた。同日の第9競走4歳以上500万下では父の美知雄が管理するアイティブランチで勝利し、初勝利の日に初の1日2勝を記録。
師匠の加藤厩舎や父の美知雄厩舎を中心に初年度から200を超える騎乗馬を集め、1年目は7勝、2年目の2004年には8勝をマーク。
2004年3月21日の中京第6競走4歳以上500万下では16頭中15番人気のトーホウハヤテで単勝万馬券、10月11日の東京第5競走3歳以上500万下では16頭中11番人気のトレトレジョリで馬単万馬券の波乱を演出したほか、7月10日の福島第6競走3歳未勝利・メガスピリッツで父の調教師通算100勝に貢献。
3年目の2005年には新潟第10競走両津湾特別・ナムラゼウスで特別競走初勝利、京王杯2歳ステークス・リネンヤクシン（10頭中7着）で重賞初騎乗を記録するなど、父の管理馬で活躍。
2006年3月より加藤厩舎の定年解散に伴いフリーへと転身するが、フリー転向と同時に見習騎手から外れ、負担重量減免の特典も失効。同年以降は年々その騎乗数と勝利数を減らし、2007年には騎乗馬確保のため障害への騎乗も経験しているが、これは当年限りで終わる。
2008年以降は再び平地に専念となったが、その後も特筆すべき実績を得られず、2009年には初めて0勝に終わる。
2010年5月2日の新潟第9競走はやぶさ賞で16頭中13番人気のリネンパズルを勝利に導き、自身2年ぶりの勝利をマーク。9月4日の新潟第3競走3歳未勝利では15頭中15番人気のキタサンブユーデンで単勝46080円の大波乱を呼ぶが、結局これが最後の勝利となった。
2011年2月26日の中山第1競走3歳未勝利・ヒカリエンジェル（16頭中13着）が最後の騎乗となり、同年3月31日付で現役を引退。
引退後は萩原清厩舎の調教助手へ転身し、ミトラ・エピカリス・ノームコア・サリオス・ダノンキングリー・ルヴァンスレーヴを担当。

## エピソード
- 調教助手の西塚信人[7]、騎手の松岡、黛弘人と「ノビーズ」という名のロックバンドを結成しており、南田はヴォーカルを担当している。ノビーズは2008年12月28日の有馬記念当日のレース終了後に結成され、オリジナルTシャツ[8]も製作されたほか、2009年4月29日には歌舞伎町の新宿ロフトプラスワンで市丸博司のバンド「レーシングプログラム」とライブを行っている[9]。2010年11月22日には渋谷屋根裏でライブを開催した[10]。
- 東日本大震災の時に「もっと揺れろー！」とTwitterで発言して炎上、後にアカウントを削除した。

## 騎乗成績
|      |            | 日付           | 競馬場・開催  | 競走名       | 馬名               | 頭数 | 人気 | 着順 |
| ---- | ---------- | -------------- | ------------- | ------------ | ------------------ | ---- | ---- | ---- |
| 平地 | 初騎乗     | 2003年3月1日   | 3回中山1日4R  | 3歳新馬      | シカケニン         | 15頭 | 12   | 14着 |
| 平地 | 初勝利     | 2003年4月6日   | 1回福島2日6R  | 4歳上500万下 | エーピートルファン | 14頭 | 3    | 1着  |
| 平地 | 重賞初騎乗 | 2005年11月12日 | 5回東京3日11R | 京王杯2歳S   | リネンヤクシン     | 10頭 | 10   | 7着  |
| 障害 | 初騎乗     | 2007年1月13日  | 1回中山4日4R  | 障害未勝利   | デイトレーダー     | 14頭 | 10   | 6着  |

| 年度   | 平地競走 | 平地競走 | 平地競走 | 平地競走 | 平地競走 | 平地競走 | 平地競走 | 障害競走 | 障害競走 | 障害競走 | 障害競走 | 障害競走 | 障害競走 | 障害競走 |
| 年度   | 1着      | 2着      | 3着      | 騎乗数   | 勝率     | 連対率   | 複勝率   | 1着      | 2着      | 3着      | 騎乗数   | 勝率     | 連対率   | 複勝率   |
| ------ | -------- | -------- | -------- | -------- | -------- | -------- | -------- | -------- | -------- | -------- | -------- | -------- | -------- | -------- |
| 2003年 | 7        | 8        | 10       | 216      | .032     | .069     | .116     | -        | -        | -        | -        | -        | -        | -        |
| 2004年 | 8        | 12       | 9        | 289      | .028     | .069     | .100     | -        | -        | -        | -        | -        | -        | -        |
| 2005年 | 7        | 2        | 7        | 297      | .024     | .030     | .054     | -        | -        | -        | -        | -        | -        | -        |
| 2006年 | 2        | 5        | 5        | 166      | .012     | .042     | .072     | -        | -        | -        | -        | -        | -        | -        |
| 2007年 | 1        | 2        | 1        | 90       | .011     | .033     | .044     | 0        | 1        | 0        | 14       | .000     | .071     | .071     |
| 2008年 | 1        | 1        | 0        | 69       | .014     | .029     | .029     | -        | -        | -        | -        | -        | -        | -        |
| 2009年 | 0        | 1        | 0        | 61       | .000     | .016     | .016     | -        | -        | -        | -        | -        | -        | -        |
| 2010年 | 2        | 0        | 2        | 45       | .044     | .044     | .089     | -        | -        | -        | -        | -        | -        | -        |
| 2011年 | 0        | 0        | 0        | 3        | .000     | .000     | .000     | -        | -        | -        | -        | -        | -        | -        |
| 通算   | 28       | 31       | 34       | 1236     | .023     | .048     | .075     | 0        | 1        | 0        | 14       | .000     | .071     | .071     |
| 地方   | 3        | 1        | 1        | 69       | .043     | .058     | .072     |          |          |          |          |          |          |          |